# Provinz Arzach

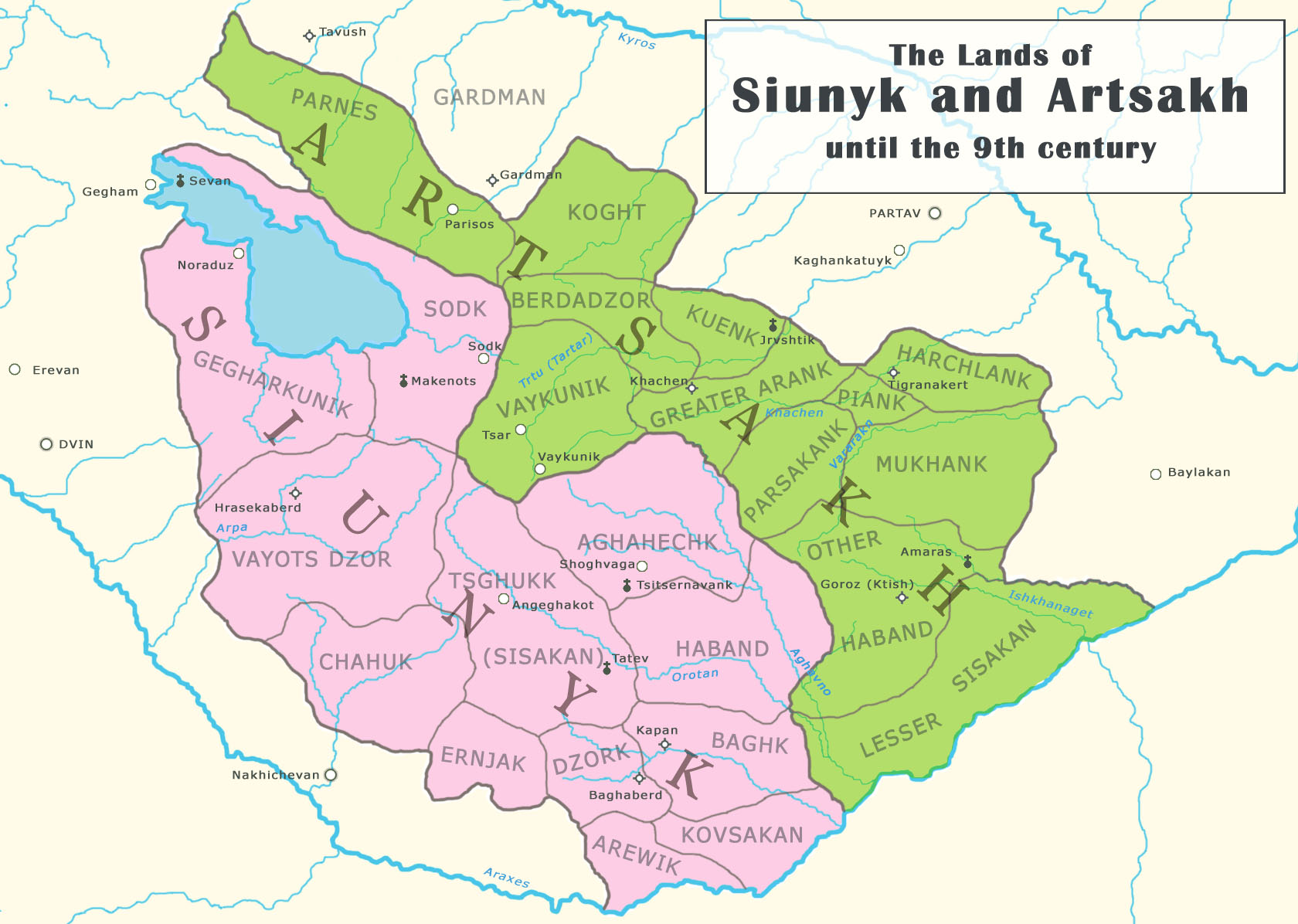
Arzach bis zum 9. Jahrhundert (grün; rosa: Sjunik)

Arzach (armenisch Արցախ, wissenschaftliche Transliteration Arc̕ax, englische Transliteration Artsakh; russisch Арцах) war eine Provinz des Armenischen Reiches im ersten und zweiten Jahrhundert vor Christus. Im Jahre 2006 stießen armenische Archäologen bei Ağdam auf die Reste einer Stadt, bei der es sich um das in dieser Zeit von Tigran dem Großen gegründete Tigranakert handeln soll (nicht zu verwechseln mit der gleichnamigen, später Martyropolis genannten Stadt im Südosten der heutigen Türkei). Nach Ansicht aserbaidschanischer Historiker handelte es sich bei Arzach dagegen um eine Provinz des „Kaukasischen Albaniens“, das als einer der historischen Vorgänger des heutigen Aserbaidschan angesehen wird.
Das historische Arzach umfasste etwa ein dreieckiges Gebiet zwischen der Kura, ihrem rechten Nebenfluss Aras und dem Sewansee. Ein Teil dieses Gebietes gehört heute zur international nicht anerkannten Republik Arzach (bis 2017 Republik Bergkarabach). Die das Gebiet der Republik umfassende Eparchie der Armenischen Apostolischen Kirche trägt offiziell den Namen Arzach.